# 윤당
아이신 교로 윤당(愛新覺羅允禟, 만주어: ᠠᡳᠰᡳᠨ
ᡤᡳᠣᡵᠣ
ᠶᡡᠨ
ᡨᠠᠩ Aisin Gioro Yūn Tang, 1683년 10월 17일 ~ 1726년 9월 22일)은 청나라의 황족이다. 혁군왕(奕郡王). 제4대 황제 강희제의 서자이다. 아명은 인당(胤禟, 만주어: ᡳᠨ
ᡨᠠᠩ In Tang)이다.

## 생애
그는 일찍이 혁군왕(奕郡王)으로 책봉되었고 이복 형 윤사과 뜻을 같이하여 이복 형 옹친왕(雍親王, 훗날 옹정제)과 대립하였으나 부황의 붕어로 옹친왕이 옹정제로 즉위하자 공명(空明)이라는 법명으로써 불교 승려로 출가한 이복 형 염친왕 윤사와 계속 내통하여 옹정제의 정책을 방해하다가 종인부에 유폐되었고 만주어로 "귀찮다(혹은 돼지새끼)"라는 뜻의 서스허(만주어: ᠰᡝᠰᡥᡝ)로 개명되는 수모를 겪는다.

## 가족관계
- 부황 : 청나라 4대 황제 강희제 (康熙帝)
- 친모 : 의비 곽락라씨 (宜妃 郭絡羅氏)
  - 형 : 화석항온친왕 윤기 (和碩恒溫親王 允祺)
  - 동생 : 윤자(胤禌)

#### 혁군왕부
- 정실 : 적복진 동악씨 - 칠십의 딸
  - 4녀 : 미상 (1705년 ~ 1726년)
  - 사위 : 조세양
- 첩 : 유씨 - 유대의 딸
  - 장남 : 보국공 홍정 (1706년 ~ 1787년)
  - 차남 : 홍장 (1709년 ~ 1756년)
  - 3남 : 홍상 (1710년 ~ 1739년)
- 첩 : 주씨 - 주대(周大)의 딸
  - 7남 : 시위 사보 (1719년 ~ 1771년)
  - 8남 : 도석흔 (1720년 ~ 1775년)
- 첩 : 주씨 - 주대(朱大)의 딸
  - 6남 : 동희 (1719년 ~ 1790년)
- 첩 : 동가씨 - 동대의 딸
- 첩 : 진씨 - 진대의 딸
  - 6녀 : 미상 (1719년 ~ 1767년) - 진진포와 허혼했으나 혼인 전에 진진포가 죽어서 수절함
  - 사위 : 진진포
- 첩 : 조가씨 - 마납합의 딸
  - 차녀 : 미상 (1702년 ~ 1741년)
  - 사위 : 파림군왕 박이제길특간포
  - 5녀 : 미상 (1706년 ~ 1742년)
  - 사위 : 색포등
- 첩 : 낭씨 - 낭도의 딸
- 첩 : 완안씨 - 왕달의 딸
  - 장녀 : 미상 (1701년 ~ 1725년)
  - 사위 : 액로특군왕 작락사 색포등왕포
  - 3녀 : 미상 (1704년 ~ 1727년)
  - 사위 : 시위 엽혁나랍 영복 - 강희제 시대 권신인 엽혁나랍 면주의 손자